# Textura fanerítica

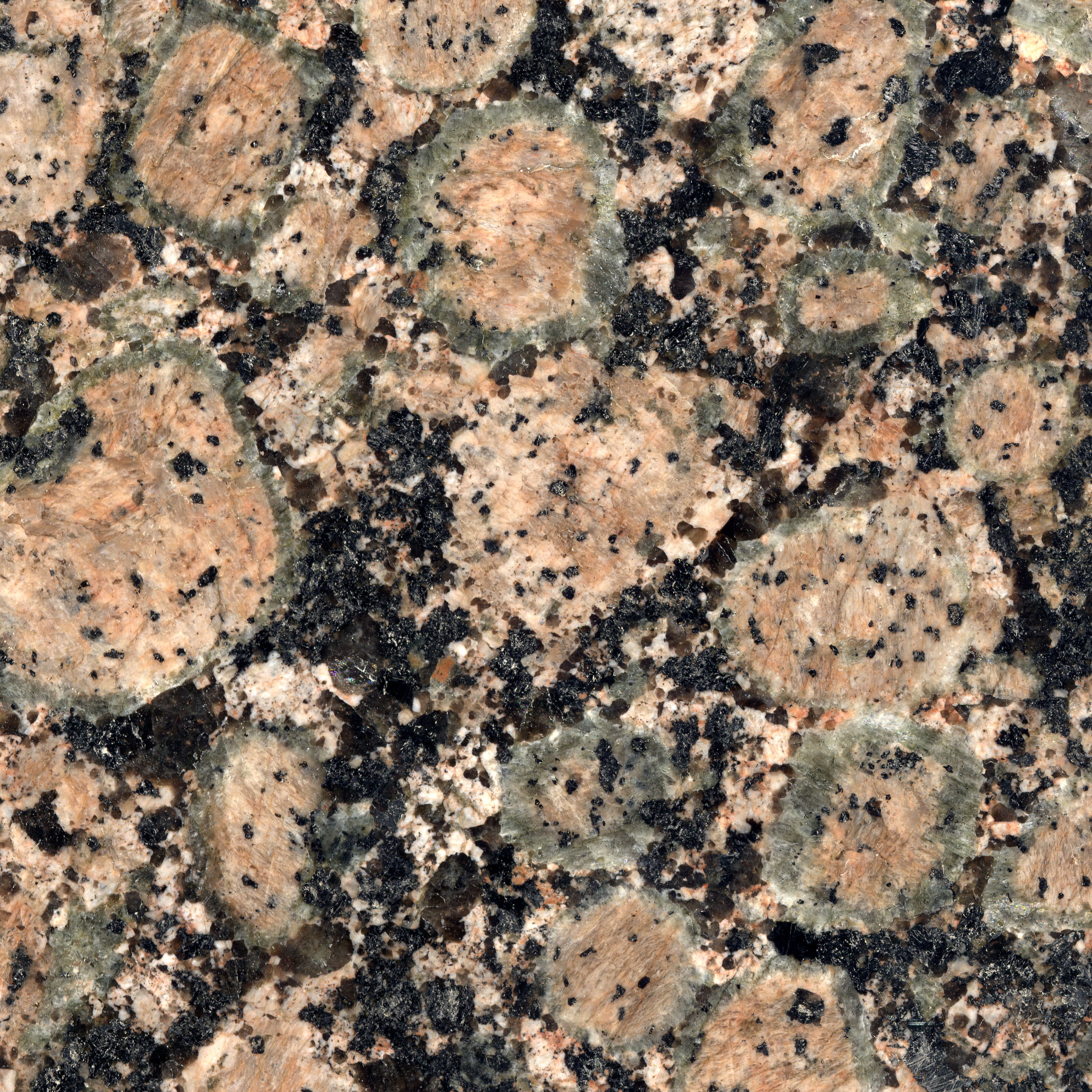
Granit rapakivi, un clar exemple de textura fanerítica

La textura fanerítica (del grec phaner, visible) és una textura pròpia de les roques ígnies holocristal·lines. El terme fanerític s'empra per a descriure les roques magmàtiques amb cristalls observables o perceptibles a ull nu. Les roques fanerítiques són formades per fanerocristalls (de mida superior als 0,1 mm). És una textura típica de roques ígnies intrusives (o plutòniques) cristal·litzades lentament per sota de la superfície terrestre. Com que el magma es refreda lentament, els cristalls tenen temps de desenvolupar-se i solen presentar mides superiors als 0,1 mm; d'aquesta manera són observables a ull nu. Exemples de roques fanerítiques són el gabre, la diorita i els granits. La textura antònima a la fanerítica és la textura afanítica.